# うさぎ (童謡)
「うさぎ」は、作詞・作曲者不詳の日本のわらべうた、童謡。十五夜のお月様を見て跳ねるうさぎの様子が描かれている。

## 概要
文部科学省の小学校学習指導要領で、第3学年の音楽の表現教材に使用されている日本古謡である。江戸時代から歌い継がれて来たとされ、1892年（明治25年）の『小学唱歌 (ニ) 』で初めて教材として掲載された。当時の歌詞は「なに見てはねる」の箇所が「なに"を"見てはねる」であったが、1941年（昭和16年）の『ウタノホン (下) 』から、"を"の文字を抜いた歌詞になったとされている。日本の伝統的な音階から成る旋律はわらべうたとしてだけではなく、三味線や箏など和楽器の練習曲としても使用される。

## 歌詞
| 「 | うさぎ うさぎ なに見て はねる 十五夜 お月さま 見て はねる | 」 |

## この曲が使われた作品など
- 極上パロディウス 〜過去の栄光を求めて〜 - 1994年にコナミ（現コナミホールディングス）から発売されたシューティングゲーム。ステージ6のBGMでこの曲が使われている。
- 1920年に本居長世が作曲した童謡「十五夜お月さん」では、都節音階のこの歌の旋律が用いられている[3][4]。